# Menacing
Menacing (letterlijk vertaald: bedreiging) is een gewelddadige criminele daad, volgens de wetgeving die van toepassing is in de meeste Amerikaanse staten. Hoewel de bewoordingen en de mate van overtreding enigszins variëren van staat tot staat, bestaat de criminele daad doorgaans uit het laten zien van een wapen aan een persoon, met de bedoeling die te bedreigen met lichamelijk letsel uit het genoemde wapen.
De vervolging van de criminelen gaat meestal stroef, gezien het feit dat er geen sprake is van fysiek geweld, noch feitelijke bedreiging (ieder voorwerp kan worden gebruikt voor moord, en een wapen is geen verboden goed in de Verenigde Staten).